# Sphinctomyrmex imbecilis
Sphinctomyrmex imbecilis é uma espécie de formiga do gênero Sphinctomyrmex.